# Veuil
Veuil är en kommun i departementet Indre i regionen Centre-Val de Loire i de centrala delarna av Frankrike. Kommunen ligger i kantonen Valençay som tillhör arrondissementet Châteauroux. År 2022 hade Veuil 378 invånare.

## Befolkningsutveckling
Antalet invånare i kommunen Veuil
Referens:INSEE